# بيتر رودريغوس
بيتر رودريغوس (بالإنجليزية: Peter Rodrigues)‏ (21 يناير 1944 بكارديف في المملكة المتحدة - ) هو لاعب كرة قدم بريطاني في مركز الدفاع. شارك مع منتخب ويلز لكرة القدم. أما مع النوادي، فقد لعب مع شيفيلد وينزداي وكارديف سيتي وليستر سيتي ونادي ساوثهامبتون.

## مسيرته الكروية
لعب بيتر رودريغوس خلال مسيرته الاحترافية مع 4 أندية في ستة عشر موسمًا وسجل خلالها 13 هدفًا ضمن 446 مباراة. حيث فاز في موسم واحد بالكأس ولم يفز بأي دوري.
خاض بيتر رودريغوس مسيرته مع نادي كارديف سيتي في موسم 1963–64 واستمر معه طيلة ثلاثة مواسم، مشاركًا في 85 مباراة سجل خلالها هدفين. ثم انتقل إلى نادي ليستر سيتي في موسم 1965–66 ليلعب معه ستة مواسم، حيث شارك في 140 مباراة سجل خلالها 6 أهداف. لينتقل بعدها إلى نادي شيفيلد وينزداي في موسم 1970–71 ليلعب معه خمسة مواسم، مشاركًا في 162 مباراة سجل خلالها هدفين. ثم انتقل إلى نادي ساوثهامبتون في موسم 1975–76 ولمدة موسمين، مشاركًا في 59 مباراة سجل خلالها 3 أهداف.

## وصلات خارجية
- بيتر رودريغوس على موقع قاعدة بيانات كرة القدم.إي يو (الإنجليزية)
- بيتر رودريغوس على موقع ناشيونال فوتبول تيمز (الإنجليزية)